# Squash aux Jeux panaméricains de 2011
Navigation
Édition précédente Édition suivante

Les compétitions de squash des Jeux panaméricains 2011 se sont déroulées du 15 octobre au 20 octobre 2011 à Guadalajara.
Il y a 6 épreuves, trois pour les hommes et trois pour les femmes.

## Tableau des médailles
| Rang  | Nation     | Or | Argent | Bronze | Total |
| ----- | ---------- | -- | ------ | ------ | ----- |
| 1     | Mexique    | 4  | 1      | 2      | 7     |
| 2     | Canada     | 1  | 2      | 3      | 6     |
| 3     | Colombie   | 1  | 2      | 0      | 3     |
| 4     | États-Unis | 0  | 1      | 3      | 4     |
| 5     | Argentine  | 0  | 0      | 1      | 1     |
| 5     | Brésil     | 0  | 0      | 1      | 1     |
| 5     | Guyane     | 0  | 0      | 1      | 1     |
| 5     | Paraguay   | 0  | 0      | 1      | 1     |
| Total | Total      | 6  | 6      | 12     | 24    |

## Palmarès

### Hommes
| Épreuves Hommes                   | Or                                               | Argent                                             | Bronze |
| --------------------------------- | ------------------------------------------------ | -------------------------------------------------- | --- |
| Simple homme résultats détaillés  | Miguel Ángel Rodríguez Colombie                  | César Salazar Mexique                              | Shawn Delierre Canada Arturo Salazar Mexique                                                                              |
| Double homme résultats détaillés  | Arturo Salazar Eric Gálvez Mexique               | Julian Illingworth Christopher Gordon États-Unis   | Hernán D'Arcangelo Robertino Pezzota Argentine Esteban Casarino Nicolás Caballero Paraguay                                |
| Équipes homme résultats détaillés | César Salazar Arturo Salazar Eric Gálvez Mexique | Shawn Delierre Shahier Razik Andrew Schnell Canada | Rafael Alarçón Vinicius Rodrigues Vinicius De Lima Brésil Julian Illingworth Christopher Gordon Graham Bassett États-Unis |

### Femmes
| Épreuves Femmes                   | Or                                                        | Argent                                                     | Bronze |
| --------------------------------- | --------------------------------------------------------- | ---------------------------------------------------------- | --- |
| Simple femme résultats détaillés  | Samantha Terán Mexique                                    | Samantha Cornett Canada                                    | Nicolette Fernandes Guyana Miranda Ranieri Canada                                                                     |
| Double femme résultats détaillés  | Nayelly Hernández Samantha Terán Mexique                  | Catalina Peláez Silvia Angulo Colombie                     | Miranda Ranieri Stephanie Edmison Canada Maria Elena Ubina Olivia Blatchford États-Unis                               |
| Équipes femme résultats détaillés | Samantha Cornett Stephanie Edmison Miranda Ranieri Canada | Catalina Peláez Silvia Angulo Ana Gabriela Porras Colombie | Olivia Blatchford Maria Elena Ubina Lily Lorentzen États-Unis Samantha Terán Nayelly Hernández Imelda Salazar Mexique |

## Nations participantes
Il y a 14 nations participantes pour un total de 60 athlètes. Le nombre d'athlètes par pays est entre parenthèses après le nom du pays.
- Argentine (6)
- Barbade (1)
- Brésil (6)
- Canada (6)
- Chili (6)
- Colombie (6)
- États-Unis (6)
- Guatemala (6)
- Guyana (1)
- Jamaïque (1)
- Mexique (6)
- Paraguay (3)
- Pérou (3)
- Salvador (3)